# Lauingen (Donau)
Lauingen (Donau) – miasto w Niemczech, w kraju związkowym Bawaria, w rejencji Szwabia, w regionie Augsburg, w powiecie Dillingen an der Donau. Leży na obrzeżach Jury Szwabskiej, około 5 km na zachód od Dillingen an der Donau, nad Dunajem, przy drodze B16 i linii kolejowej Ulm – Donauwörth.
W Lauingen urodził się św. Albert Wielki biskup i doktor Kościoła.

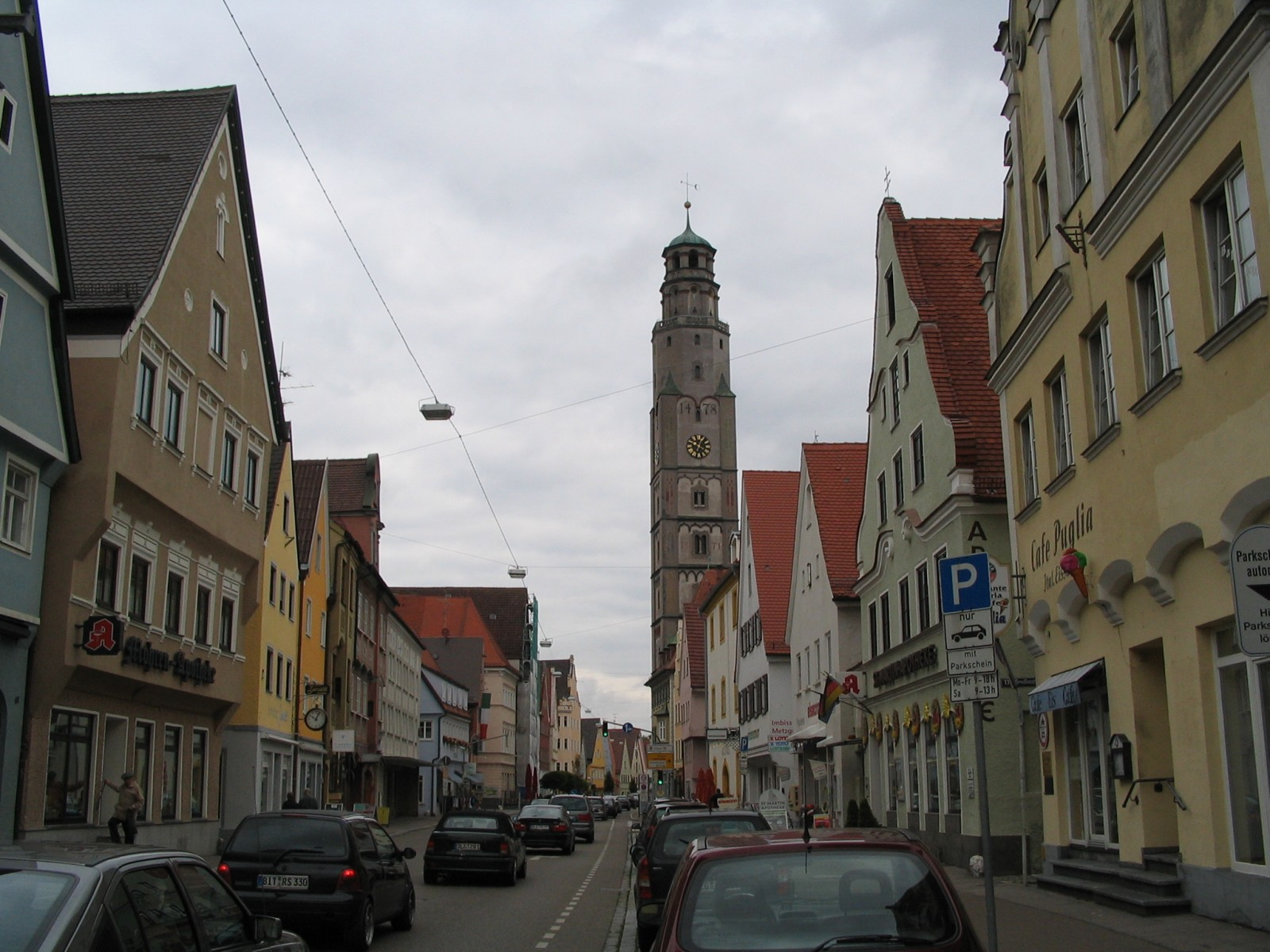
Centrum miasta

## Polityka
Burmistrzem miasta jest Wolfgang Schenk z SPD, rada miasta składa się z 24 osób.
|      | CSU | SPD | FUW | FDP/Liberale Bürger | Razem |
| 2008 | 9   | 7   | 3   | 5                   | 24    |
| 2002 | 10  | 10  | 2   | 2                   | 24    |

### Współpraca
Miejscowości partnerskie:
- Marzahn-Hellersdorf, Berlin
- Segré, Francja
- Treviglio, Włochy